# Cv Mearim (V-22)
A Cv Mearim (V-22) foi um navio do tipo corveta, o quarto navio a ostentar esse nome na Marinha do Brasil, em homenagem ao rio Mearim, que deságua na Baia de São Marcos, em Itaquí, estado do Maranhão. As Corvetas Classe Imperial Marinheiro foram idealizadas e mandadas construir pelo Almirante Renato de Almeida Guillobel, em sua gestão a frente do Ministério da Marinha. Foi construída pelo estaleiro N.V. Scheepswenven v.h. H.H. Bodewes, da Holanda. Teve sua quilha batida em 19 de novembro de 1953, foi lançada ao mar em 26 de agosto de 1954 e incorporada em 3 de agosto de 1955. Naquela ocasião assumiu o comando o Capitão-de-Corveta Osvaldo Pinto de Carvalho. Foi baixada em 1998 e colocada na reserva.